# تاریخ بلژیک

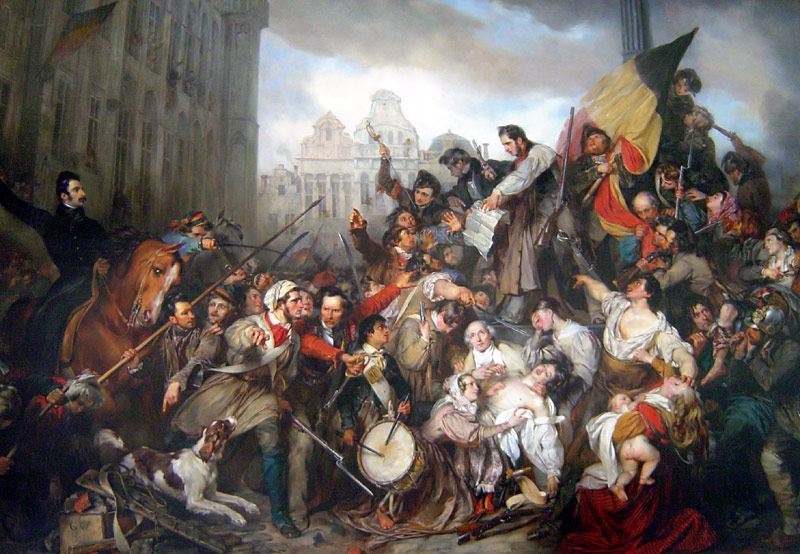
تصویری از انقلاب بلژیک در سال ۱۸۳۰.

تاریخ بلژیک از دوران پیش از تاریخ تا امروز با تاریخ همسایگان اروپاییش درهم‌پیچیده‌است. به ویژه با تاریخ کشورهای هلند و لوکسامبورگ.

## خلاصهٔ تاریخ بلژیک
- در حدود سال ۵۰ (پیش از میلاد): استقرار قوم کلت
- در حدود سال ۵۰ (پیش از میلاد): تصرف بلژیک توسط رومی‌ها
- سال ۳۷۵: مهاجرت فرانک‌ها از جنوب رود راین به ناحیهٔ فلامان‌نشین بلژیک
- از سال ۸۹۰: پس از فروپاشی امپراتوری کارولنژی، و تقسیم آن به کشورهای گوناگون، بلژیک بخشی از فرانسه شد.
- سدهٔ ۱۲ تا سدهٔ ۱۴ میلادی: پیروزی فلامان‌ها در سیاست و اقتصاد
- سدهٔ ۱۴ تا سدهٔ ۱۵ میلادی: دوک Burgundy که به تازگی از فرانسه و آلمان مستقل شده بود، مانع از تجزیهٔ کشور شد.
- ۱۴۷۷: با ازدواج شاهزاده Burgundian و Emperor Maximilian I بیش‌ترین بخش بلژیک کنونی از آن Habsburgs شد.
- ۱۵۵۵: بلژیک به پادشاه اسپانیا واگذار شد (به عنوان بخشی از میراث شارل پنجم)
- ۱۷۱۴: با شکست اسپانیا، بلژیک به دست اتریش فتح شد.
- ۱۷۹۵: بلژیک ضمیمهٔ خاک فرانسه گشت.
- ۱۸۱۵: بلژیک ضمیمه خاک هلند شد.
- ۱۸۳۰: استقلال بلژیک برای نخستین بار با حکومت پادشاهی
- ۱۸۳۱: پادشاهی نخستین پادشاه بلژیک (Leopold I) تا سال ۱۸۶۵
- ۱۸۶۵: پادشاهی «Leopold II» تا ۱۹۰۹ (او مستعمرات بلژیک را به وجود آورد یکی از این مستعمرات کشور کُنگو بود)
- ۱۹۰۹: تا سال ۱۹۳۴، آلبرت اول پادشاهی کرد (او پس از جنگ جهانی اول، طبق معاهدهٔ ورسای بخش‌هایی از بلژیک که مال آلمان بودند را از آن خود می‌کند و کشورهای رواندا و برونئی را مستعمره خود می‌کند)
- ۱۹۳۴: جانشینی Leopold III تا سال ۱۹۵۱ (با اشغال بلژیک توسط آلمان در جنگ جهانی دوم تبعید پادشاه به آلمان در ۱۹۴۴ و بازگشت به بلژیک در ۱۹۵۰)
- ۱۹۴۰ (میلادی) تا ۱۹۴۴ (میلادی) میلادی: در طی جنگ جهانی دوم بلژیک به اشغال آلمان درآمد.
- ۱۹۴۹: بلژیک از بنیانگذاران ناتو (پیمان آتلانتیک شمالی)
- ۱۹۵۱: بازگشت و کناره‌گیری پادشاه Leopold III و آغاز پادشاهی Baudouin I
- ۱۹۵۷: امضای پیمان رُم برای شکل‌گیری اتحادیهٔ اقتصادی اروپا
- ۱۹۶۰: استقلال کنگو از بلژیک
- ۱۹۶۲: استقلال رواندا و برونوئی از بلژیک
- ۱۹۹۳: با مرگ Baudouin I، برادرش Albert II به پادشاهی رسید
- ۱۹۹۴: با تغییر قانون اساسی، تبدیل بلژیک به یک دولت فدرال